# Analiza specjacyjna
Analiza specjacyjna – dział analizy chemicznej poświęcony badaniu specjacji w próbkach naturalnych. Jest to proces identyfikacji i oznaczania różnych form chemicznych i fizycznych, w jakich dany pierwiastek występuje w badanej próbce. Metoda ta pozwala na uzyskanie szczegółowej informacji o zawartości poszczególnych analitów. Analizie specjacyjnej poddaje się głównie pierwiastki, które zmieniają swoje właściwości w zależności od stopnia utlenienia na którym występują tj. tal, chrom, arsen. Analiza specjacyjna znajduje zastosowania m.in. w ochronie środowiska, biochemii, geologii, medycynie, farmacji oraz kontroli jakości produktów żywnościowych.

## Analiza specjacyjna na przykładzie talu
Właściwości talu silnie zależą od stopnia utlenienia, na którym ten pierwiastek występuje, dlatego bardzo ważne jest określenie jego specjacji w badanym materiale. Tal może występować w formie jednowartościowej i trójwartościowej. Toksyczność talu jest powiązana z jego stanem redoks, dlatego też określenie całkowitej zawartości tego pierwiastka nie daje pełnej informacji o zagrożeniu jakim jest obecność danego pierwiastka w badanym materiale. Tl(I) jest termodynamicznie stabilniejszy i mniej reaktywny niż Tl(III), dlatego też Tl(III) może być dużo bardziej toksyczny i niebezpieczny w środowisku. Tl(III) z łatwością ulega redukcji do Tl(I). Ze względu na bardzo niskie stężenia talu w badanych próbkach, jak i z niestabilności Tl(III) wykonanie analizy specjacyjnej talu w środowisku nie należy do łatwych procedur. Występowanie licznych interferencji w biologicznych matrycach również wpływa na określenie rzeczywistej postaci i stężenia talu. Dokładne i precyzyjne wyniki w analizie specjacyjnej talu można otrzymać tylko poprzez zastosowanie bardzo czułych metod badawczych, wyróżniających się niskimi granicami oznaczalności (ng mL-1). Takie wyniki możemy osiągnąć poprzez zastosowanie kilku metod analitycznych tj. anodowa woltamperometria inwersyjna (ASV) czy wysokosprawna chromatografia cieczowa sprzężona ze spektrometrią mas z plazmą indukcyjnie sprzężoną (HPLC ICP MS).